# Anka Mrak Taritaš
Anka Mrak-Taritaš, née le 24 novembre 1959 à Bjelovar, est une femme politique et architecte croate qui est membre du Parlement croate depuis les élections législatives de 2016, et membre de l'Assemblée de Zagreb depuis 2017.
Entre 2012 et 2016, elle est ministre de la Construction et de l'aménagement du territoire dans le cabinet de centre-gauche de Zoran Milanović. Anka Mrak-Taritaš est également présidente du parti Alliance civique libérale.

## Biographie

### Jeunesse et éducation
Anka Mrak Taritaš naît le 24 novembre 1959 à Bjelovar, où elle effectue ses études primaires et secondaires. Elle est diplômée en 1983 de la Faculté d'Architecture de Zagreb. En 2002, elle suit des cours sur les permis de construire et les cadres législatifs en Finlande et en Allemagne. En 2006, elle effectue une formation pour enseignants sur l'évaluation stratégique de l'impact sur l'environnement. En 2008, Anka Mrak Taritaš obtient son doctorat avec sa thèse : "Analyse de la quantification des indicateurs de planification des zones touristiques dans la zone côtière protégée".

### Carrière
Après avoir obtenu son diplôme, Anka Mrak-Taritaš travaille pendant un an sur la création de grands projets pour l'hôpital universitaire de Zagreb et la marina ACI sur l'Adriatique. Du 15 août 1984 au 15 décembre 1992, elle travaille au Comité pour l'aménagement et la construction de l'arrondissement de Trnje, à divers postes dans le domaine de l'aménagement du territoire et de la construction, notamment à la délivrance des conditions d'aménagement du territoire, des permis de construire et des permis d'utilisation, ainsi qu'au contrôle technique.
Le 16 décembre 1992, elle devient cheffe du service de coordination de l'aménagement national, régional et local à la direction de l'aménagement du territoire au ministère de la protection de l'environnement, de l'aménagement du territoire et de la construction.
Du 12 juillet 2005 au 13 octobre 2005, Anka Mrak Taritaš est directrice de l'Institut de planification du développement et de protection de l'environnement de Zagreb. Le 13 octobre 2005, elle devient cheffe du département de l'aménagement du territoire du ministère de la construction et de l'aménagement du territoire. Elle participe également à des comités d'évaluation de l'impact environnemental en tant que vice-présidente de la commission, et au groupe de travail pour la préparation des négociations sur les amendements aux traités internationaux bilatéraux que la Croatie conclut avec la Bosnie-Herzégovine, le Monténégro et la Serbie.
Après la victoire de la coalition Kukuriku aux élections législatives de 2011, Anka Mrak-Taritaš est nommée vice-ministre de la construction et de l'aménagement du territoire aux côtés du ministre Ivan Vrdoljak. Lorsque Radimir Čačić, ministre de l'Économie, démissionne et que Ivan Vrdoljak prend sa place, Anka Mrak-Taritaš est nommé ministre,. Son plus grand succès en tant que ministre est la promulgation de la loi sur la légalisation des bâtiments construits illégalement, qui aide à légaliser 100 000 bâtiments qui ont été construits sans aucun permis de construire ou avec des modèles de permis de construire délivrés autrement.
Anka Mrak-Taritaš est membre du Parti populaire croate - Démocrates libéraux de 2012 à juin 2017, date à laquelle elle et trois autres députés quittent le parti lorsqu'il conclut un accord de coalition avec le parti conservateur de l'Union démocratique croate. À l'issue des élections législatives de 2015, elle devient membre du Parlement croate. Elle est réélue lors des élections législatives de 2016. Elle est candidate à la mairie de Zagreb lors des élections locales de 2017 mais termine deuxième.

### Vie privée
Elle est mariée et a deux fils.